# Adriano Buzaid
Adriano Buzaid (ur. 5 lipca 1988 w São Paulo) – brazylijski kierowca wyścigowy.

## Kariera
Buzaid rozpoczął karierę w jednomiejscowych samochodach wyścigowych w 2006 roku w Formule São Paulo, edycji zimowej Brytyjskiej Formule Renault oraz w Brytyjskiej Formule Ford. W São Paulo i Formule Renault stawał raz na podium, w Formule Ford odniósł jedno zwycięstwo. Z dorobkiem odpowiednio 12, 58 i 186 punktów uplasował się tam odpowiednio na 13, 7 i 13 pozycji w klasyfikacji generalnej. W późniejszych latach Brazylijczyk pojawiał się także w stawce Brytyjskiej Formuły Renault, edycji zimowej Włoskiej Formuły Renault oraz Brytyjskiej Formuły 3.

## Statystyki
| Sezon | Seria                                     | Zespół               | Wyścigi | PP | Zwycięstwa | Podium | NO | Punkty | Pozycja |
| ----- | ----------------------------------------- | -------------------- | ------- | -- | ---------- | ------ | -- | ------ | ------- |
| 2006  | Brytyjska Formuła Ford                    | Eau Rouge Motorsport | 17      | 1  | 0          | 1      | 1  | 186    | 13      |
| 2006  | Brytyjska Formuła Renault (edycja zimowa) | AKA Lemac            | 4       | 0  | 0          | 0      | 1  | 58     | 7       |
| 2007  | Brytyjska Formuła Renault                 | Eucatex              | 20      | 0  | 0          | 0      | 2  | 166    | 13      |
| 2007  | Brytyjska Formuła Renault (edycja zimowa) | Fortec Motorsport    | 4       | 1  | 1          | 0      | 1  | 56     | 7       |
| 2008  | Brytyjska Formuła Renault                 | Fortec Motorsport    | 20      | 5  | 6          | 5      | 7  | 418    | 3       |
| 2008  | Włoska Formuła Renault (edycja zimowa)    | BVM Minardi Team     | 2       | 0  | 0          | 0      | 0  | 18     | 10      |
| 2008  | Brytyjska Formuła 3 (klasa narodowa)      | Carlin Motorsport    | 2       | 0  | 0          | 0      | 1  | 22     | 13      |
| 2009  | Brytyjska Formuła 3                       | T-Sport              | 20      | 1  | 1          | 0      | 5  | 109    | 6       |
| 2010  | Brytyjska Formuła 3                       | Carlin Motorsport    | 30      | 2  | 2          | 2      | 10 | 238    | 4       |